# Флаги Тамбовской области
Список флагов муниципальных образований Тамбовской области Российской Федерации.
На 1 января 2020 года в Тамбовской области насчитывалось 274 муниципальных образования — 7 городских округов, 23 муниципальных района, 13 городских поселений и 231 сельское поселение.

## Флаги городских округов
| Флаг | Наименование                                      | Дата утверждения | Номер в ГГР |
| ---- | ------------------------------------------------- | ---------------- | ----------- |
|      | Флаг муниципального образования города Тамбова    | 30 июля 2008     | 4234        |
|      | Флаг муниципального образования города Кирсанова  | 19 сентября 2018 | 12015       |
|      | Флаг муниципального образования города Котовска   | 27 декабря 2012  | 8323        |
|      | Флаг муниципального образования города Мичуринска | 14 ноября 2003   |             |

| Флаг | Наименование                                                    | Дата утверждения | Номер в ГГР |
| ---- | --------------------------------------------------------------- | ---------------- | ----------- |
|      | Флаг муниципального образования город Моршанск                  | 25 сентября 2012 | 7969        |
|      | Флаг городского округа город Рассказово                         | 28 сентября 2011 | 7343        |
|      | Флаг муниципального образования «городской округ город Уварово» | 27 декабря 2012  | 8364        |

## Флаги муниципальных районов
| Флаг | Наименование                                        | Дата утверждения | Номер в ГГР |
| ---- | --------------------------------------------------- | ---------------- | ----------- |
|      | Флаг муниципального образования Бондарский район    | 24 сентября 2010 | 6527        |
|      | Флаг муниципального образования Гавриловский район  | 26 июня 2014     | 9523        |
|      | Флаг муниципального образования Жердевский район    | 16 октября 2013  | 8839        |
|      | Флаг муниципального образования Знаменский район    | 28 октября 2010  | 6701        |
|      | Флаг муниципального образования Инжавинский район   | 28 февраля 2013  | 8344        |
|      | Флаг муниципального образования Кирсановский район  | 22 мая 2008      | 4047        |
|      | Флаг муниципального образования Мичуринский район   | 13 сентября 2012 | 7967        |
|      | Флаг муниципального образования Мордовский район    | 25 октября 2018  | 12074       |
|      | Флаг муниципального образования Моршанский район    | 25 апреля 2013   | 8508        |
|      | Флаг муниципального образования Мучкапский район    | 5 августа 2010   | 6366        |
|      | Флаг муниципального образования Никифоровский район | 28 сентября 2012 | 7971        |
|      | Флаг муниципального образования Первомайский район  | 17 сентября 2004 | 1746        |

| Флаг | Наименование                                         | Дата утверждения | Номер в ГГР |
| ---- | ---------------------------------------------------- | ---------------- | ----------- |
|      | Флаг муниципального образования Петровский район     | 1 июля 2011      | 7212        |
|      | Флаг муниципального образования Пичаевский район     | 28 июля 2017     | 11612       |
|      | Флаг муниципального образования Рассказовский район  | 28 июня 2012     | 7975        |
|      | Флаг муниципального образования Ржаксинский район    | 19 августа 2011  | 7521        |
|      | Флаг муниципального образования Сампурский район     | 22 декабря 2016  | 11288       |
|      | Флаг муниципального образования Сосновский район     | 27 ноября 2014   | 9970        |
|      | Флаг муниципального образования Староюрьевский район | 26 августа 2011  | 7214        |
|      | Флаг муниципального образования Тамбовский район     | 27 ноября 2014   | 9960        |
|      | Флаг муниципального образования Токарёвский район    | 15 сентября 2011 | 7216        |
|      | Флаг муниципального образования Уваровский район     | 28 июня 2011     | 8529        |
|      | Флаг муниципального образования Умётский район       | 27 июня 2014     | 9525        |

## Флаги городских поселений
| Флаг | Наименование                                                           | Дата утверждения | Номер в ГГР |
| ---- | ---------------------------------------------------------------------- | ---------------- | ----------- |
|      | Флаг муниципального образования город Жердевка Жердевского района      | 2 сентября 2010  | 6379        |
|      | Флаг муниципального образования Знаменский поссовет Знаменского района | 31 марта 2011    | 7136        |
|      | Флаг муниципального образования Мучкапский поссовет Мучкапского района | 25 декабря 2013  | 9144        |

| Флаг | Наименование                                                               | Дата утверждения | Номер в ГГР |
| ---- | -------------------------------------------------------------------------- | ---------------- | ----------- |
|      | Флаг муниципального образования Новолядинский поссовет Тамбовского района  | 27 ноября 2014   | 10176       |
|      | Флаг муниципального образования Первомайский поссовет Первомайского района | 5 сентября 2012  | 7973        |

## Флаги сельских поселений
| Флаг | Наименование                                                                       | Дата утверждения | Номер в ГГР |
| ---- | ---------------------------------------------------------------------------------- | ---------------- | ----------- |
|      | Флаг муниципального образования Большедороженский сельсовет Староюрьевского района | 29 сентября 2016 | 11186       |
|      | Флаг муниципального образования Донской сельсовет Тамбовского района               | 15 ноября 2013   | 8651        |
|      | Флаг муниципального образования Жидиловский сельсовет Мичуринского района          | 4 апреля 2016    | 11045       |
|      | Флаг муниципального образования Заворонежский сельсовет Мичуринского района        | 22 сентября 2015 | 10564       |
|      | Флаг муниципального образования Комсомольский сельсовет Тамбовского района         | 30 июля 2012     | 7965        |
|      | Флаг муниципального образования Кочетовский сельсовет Мичуринского района          | 17 декабря 2019  | 12821       |
|      | Флаг муниципального образования Кривополянский сельсовет Бондарского района        | 6 февраля 2013   | 8346        |
|      | Флаг муниципального образования Малиновский сельсовет Тамбовского района           | 28 февраля 2017  | 11643       |
|      | Флаг муниципального образования Новоникольский сельсовет Мичуринского района       | 11 октября 2013  | 9142        |
|      | Флаг муниципального образования Сампурский сельсовет Сампурского района            | 8 мая 2018       | 12021       |

| Флаг | Наименование                                                                   | Дата утверждения | Номер в ГГР |
| ---- | ------------------------------------------------------------------------------ | ---------------- | ----------- |
|      | Флаг муниципального образования Старотарбеевский сельсовет Мичуринского района | 24 апреля 2018   | 11880       |
|      | Флаг муниципального образования Стрелецкий сельсовет Тамбовского района        | 20 мая 2015      | 10370       |
|      | Флаг муниципального образования Татановский сельсовет Тамбовского района       | 24 октября 2011  | 7368        |
|      | Флаг муниципального образования Тулиновский сельсовет Тамбовского района       | 27 марта 2014    | 9476        |
|      | Флаг муниципального образования Устьинский сельсовет Мичуринского района       | 3 апреля 2015    | 10372       |
|      | Флаг муниципального образования Хмелевский сельсовет Мичуринского района       | 20 ноября 2015   | 10809       |
|      | Флаг муниципального образования Цнинский сельсовет Тамбовского района          | 29 ноября 2017   | 11635       |
|      | Флаг муниципального образования Челнавский сельсовет Тамбовского района        | 31 мая 2016      | 11031       |
|      | Флаг муниципального образования Шпикуловский сельсовет Жердевского района      | 26 октября 2015  | 10686       |

## Упразднённые флаги
| Флаг | Наименование                                         | Дата утверждения | Дата отмены     |
| ---- | ---------------------------------------------------- | ---------------- | --------------- |
|      | Флаг муниципального образования Жердевский район     | 12 апреля 2012   | 16 октября 2013 |
|      | Флаг муниципального образования Староюрьевский район | 27 мая 2011      | 26 августа 2011 |